# 紅燒鰻

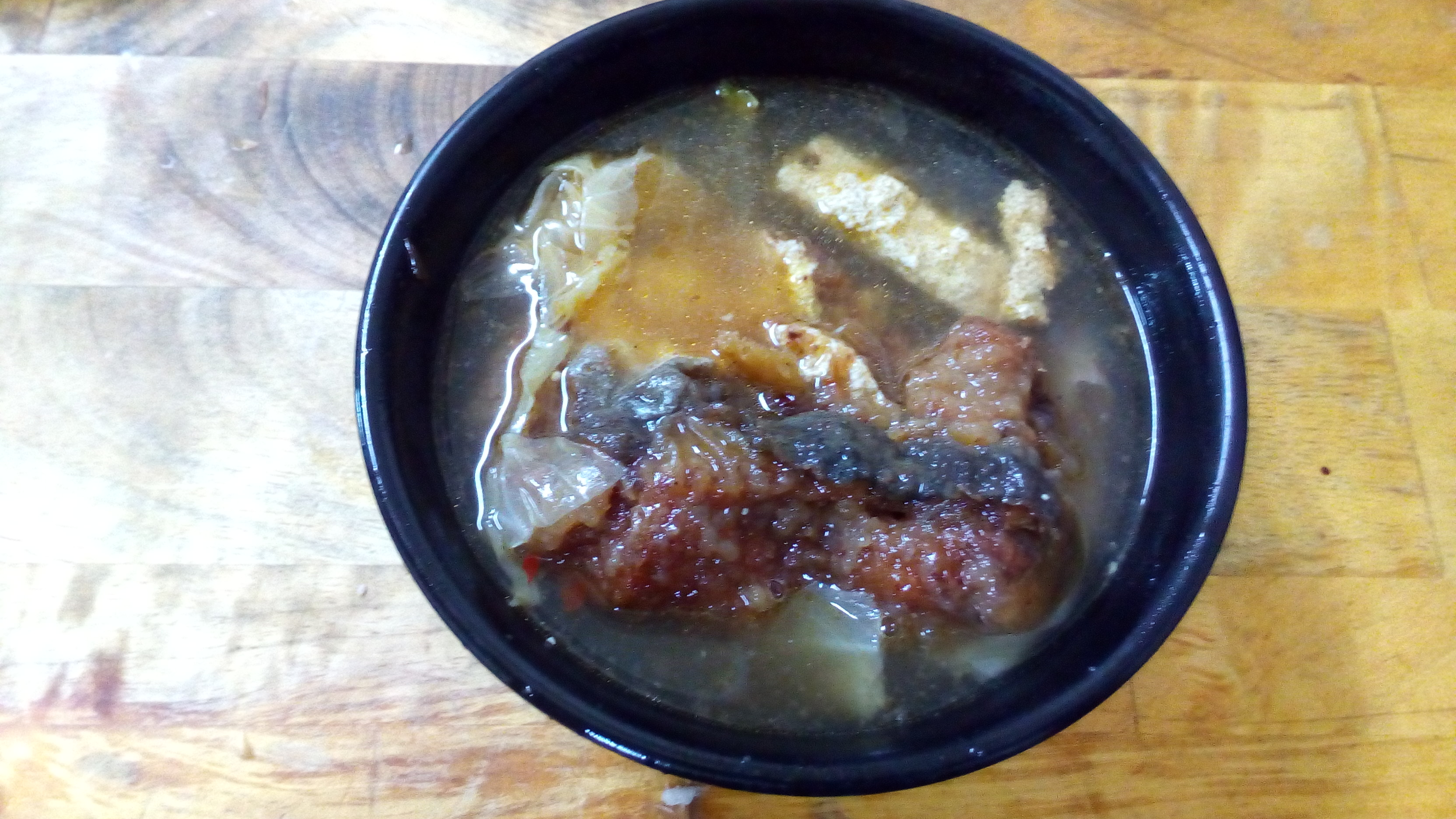
湯頭濃郁的紅燒鰻堪稱經典臺灣小吃

紅燒鰻，台式紅燒鰻，在1960年代起，台灣魚池成功養殖大量鰻魚外銷日本市場，且台灣海洋漁業發達，時常捕獲海鰻，紅燒鰻因此普及於台灣飲食店、宴席菜、小吃，與鱔、蛙、鱉是舊時台菜宴客高級菜餚與食補。

## 製作
紅燒鰻用的是海鰻，而非日本料理常見的白鰻。而且，紅燒鰻的「紅燒」並非指這道料理的烹調方式，其實是指福州菜中大量用做調味料的「紅糟」(紅麴)，因發音上的以訛傳訛，時間久了大眾漸漸把原本的「紅糟鰻」改稱為「紅燒鰻」。
紅燒鰻通常選用深海野生鰻魚切成大塊，再以紅麴等調味料醃漬後炸酥。湯頭使用魚骨、魚尾加上當歸、川芎、桂皮等中藥材細火慢燉。魚塊肉質軟嫩且扎實，湯汁溫潤鮮甜，帶出香醇的藥膳風味。各店家「紅燒鰻」的湯頭均屬獨門秘方，巧妙各有不同，亦有「紅燒鰻」使用較為清淡的高麗菜高湯做為湯底的做法。

## 鰻魚六十吃
- 閩南式海鮮烹調，在屏東縣林邊鄉，發展出60樣新鮮吃法。